# Élections sénatoriales de 2008 dans le Finistère
Les élections sénatoriales dans le Finistère ont eu lieu le dimanche 21 septembre 2008. Elles ont eu pour but d'élire les sénateurs représentant le département au Sénat pour un mandat de six années.

## Contexte départemental
Lors des élections sénatoriales du 27 septembre 1998 dans le Finistère, quatre sénateurs ont été élus selon un mode de scrutin proportionnel : un RPR et trois PS.
Depuis, tous les effectifs du collège électoral des grands électeurs ont été renouvelés, avec les élections législatives françaises de 2007, les élections régionales françaises de 2004, les élections cantonales de 2004 et 2008 et les élections municipales françaises de 2008.

## Rappel des résultats de 1998
| Candidat et parti politique | Candidat et parti politique | Candidat et parti politique | Premier tour | Premier tour | Second tour | Second tour |
| Candidat et parti politique | Candidat et parti politique | Candidat et parti politique | Voix         | %            | Voix        | %           |
| --------------------------- | --------------------------- | --------------------------- | ------------ | ------------ | ----------- | ----------- |
|                             | Alain Gérard                | RPR                         | 877          | 42,99        | 968         | 47,64       |
|                             | Louis Le Pensec             | PS                          | 853          | 41,81        | 1 035       | 50,94       |
|                             | François Marc               | PS                          | 841          | 41,23        | 1 027       | 50,54       |
|                             | Yolande Boyer               | PS                          | 807          | 39,56        | 1 005       | 49,46       |
|                             | Ambroise Guellec            | UDF                         | 803          | 39,36        | 910         | 44,78       |
|                             | Jacques de Menou            | RPR                         | 782          | 38,33        | 914         | 44,98       |
|                             | René Fily                   | PS                          | 771          | 37,79        | 928         | 45,67       |
|                             | Alphonse Arzel              | UDF                         | 664          | 32,55        | 829         | 40,80       |
|                             | Jean-Yves Cozan             | UDF                         | 306          | 15,00        | 136         | 6,69        |
|                             | Marie-Hélène Stéphan        | DL                          | 133          | 6,52         | Retrait     | Retrait     |
|                             | Daniel Créoff               | PCF                         | 129          | 6,32         | 2           | 0,10        |
|                             | Bernard de Cadenet          | RPR                         | 126          | 6,18         | Retrait     | Retrait     |
|                             | Piero Rainero               | PCF                         | 113          | 5,54         | 1           | 0,05        |
|                             | Jacqueline Héré             | PCF                         | 110          | 5,39         | 1           | 0,05        |
|                             | Alain David                 | PCF                         | 110          | 5,39         | 1           | 0,05        |
|                             | Alain Le Roy                | RPR                         | 79           | 3,87         | Retrait     | Retrait     |
|                             | Janick Moriceau             | Verts                       | 62           | 3,04         | 1           | 0,05        |
|                             | Marif Loussouarn            | Verts                       | 55           | 2,70         | 38          | 1,87        |
|                             | Michel Marzin               | Verts                       | 53           | 2,60         | Retrait     | Retrait     |
|                             | Alain Uguen                 | Verts                       | 52           | 2,55         | Retrait     | Retrait     |
|                             | Sylviane Simon              | TEAG                        | 49           | 2,40         | Retrait     | Retrait     |
|                             | Roger Nadan                 | TEAG                        | 48           | 2,35         | Retrait     | Retrait     |
|                             | Michel Beyer                | TEAG                        | 43           | 2,11         | Retrait     | Retrait     |
|                             | Serge L'Huriec              | TEAG                        | 40           | 1,96         | Retrait     | Retrait     |
|                             | Yves Jardin                 | UDB                         | 37           | 1,79         | Retrait     | Retrait     |
|                             | Michel Dor                  | FN                          | 25           | 1,23         | 4           | 0,20        |
|                             | Bernard Uguen               | GÉ                          | 20           | 0,98         | 15          | 0,74        |
|                             |                             |                             |              |              |             |             |
| Inscrits                    | Inscrits                    | Inscrits                    | 2 067        | 100,00       | 2 067       | 100,00      |
| Abstentions                 | Abstentions                 | Abstentions                 | 19           | 0,92         | 7           | 0,34        |
| Votants                     | Votants                     | Votants                     | 2 048        | 99,08        | 2 060       | 99,66       |
| Blancs et nuls              | Blancs et nuls              | Blancs et nuls              | 8            | 0,39         | 28          | 1,36        |
| Exprimés                    | Exprimés                    | Exprimés                    | 2 040        | 99,61        | 2 032       | 98,64       |

## Sénateurs sortants
| Sénateur | Sénateur        | Parti | Fonctions lors de l'élection en 1998              |
| -------- | --------------- | ----- | ------------------------------------------------- |
|          | François Marc   | PS    | Conseiller général, maire de La Roche-Maurice     |
|          | Louis Le Pensec | PS    | Ministre                                          |
|          | Yolande Boyer   | PS    | Conseillère régionale, maire de Châteaulin        |
|          | Alain Gérard    | UMP   | Sénateur sortant, conseiller municipal de Quimper |

## Présentation des listes et des candidats
Les nouveaux représentants sont élus pour une législature de 6 ans au suffrage universel indirect par les 2137 grands électeurs du département. Dans le Finistère, les sénateurs sont élus au scrutin proportionnel plurinominal. Leur nombre reste inchangé, 4 sénateurs sont à élire et 6 candidats doivent être présentés sur la liste pour qu'elle soit validée. Chaque liste de candidats est obligatoirement paritaire et alterne entre les hommes et les femmes. 7 listes ont été déposées dans le département. Elles sont présentées ici dans l'ordre de leur dépôt à la préfecture et comportent l'intitulé figurant aux dossiers de candidature.

### MoDem
| N° | Candidats | Candidats          | Parti | Principale fonction                           |
| -- | --------- | ------------------ | ----- | --------------------------------------------- |
| 01 |           | Michel Canévet     | MoDem | Conseiller général, maire de Plonéour-Lanvern |
| 02 |           | Aline Chevaucher   | DVD   |                                               |
| 03 |           | Jean-Luc Vigouroux | DVG   |                                               |
| 04 |           | Isabelle Biseau    | DVD   |                                               |
| 05 |           | Daniel Queffelec   | MoDem |                                               |
| 06 |           | Patricia Hénaff    | DVD   |                                               |

### Divers gauche
| N° | Candidats | Candidats          | Parti | Principale fonction                            |
| -- | --------- | ------------------ | ----- | ---------------------------------------------- |
| 01 |           | Christian Troadec  | UDB   | Conseiller régional, maire de Carhaix-Plouguer |
| 02 |           | Gisèle Le Guennec  | UDB   |                                                |
| 03 |           | Alain Pennec       | UDB   |                                                |
| 04 |           | Anne-Marie Kervern | UDB   |                                                |
| 05 |           | Georges Cadiou     | UDB   | Adjoint au maire de Quimper                    |
| 06 |           | Marie-Pierre Coant | UDB   |                                                |

### Les Verts
| N° | Candidats | Candidats            | Parti | Principale fonction |
| -- | --------- | -------------------- | ----- | ------------------- |
| 01 |           | Jean Augereau        | Verts |                     |
| 02 |           | Martine Tressard     | Verts |                     |
| 03 |           | Jean Massé           | Verts |                     |
| 04 |           | Gisèle Citharel      | Verts |                     |
| 05 |           | Marc Millot          | Verts |                     |
| 06 |           | Marie-France Cloarec | Verts |                     |

### Parti socialiste
| N° | Candidats | Candidats         | Parti | Principale fonction                                     |
| -- | --------- | ----------------- | ----- | ------------------------------------------------------- |
| 01 |           | François Marc     | PS    | Sénateur sortant, conseiller général                    |
| 02 |           | Maryvonne Blondin | PS    | Conseillère générale, adjointe au maire d'Ergué-Gabéric |
| 03 |           | Jean-Luc Fichet   | PS    | Conseiller général, maire de Lanmeur                    |
| 04 |           | Paulette Perez    | PS    |                                                         |
| 05 |           | Bernard Pelleter  | PS    |                                                         |
| 06 |           | Forough Salami    | PS    |                                                         |

### Majorité présidentielle
| N° | Candidats | Candidats           | Parti | Principale fonction                     |
| -- | --------- | ------------------- | ----- | --------------------------------------- |
| 01 |           | Philippe Paul       | UMP   | Conseiller général, maire de Douarnenez |
| 02 |           | Agnès Le Brun       | UMP   | Conseillère générale, maire de Morlaix  |
| 03 |           | Joël Marchadour     | UMP   |                                         |
| 04 |           | Claire Lévry-Gérard | UMP   |                                         |
| 05 |           | Daniel Moysan       | DVD   |                                         |
| 06 |           | Nicole Le Thellec   | DVD   |                                         |

### Front national
| N° | Candidats | Candidats        | Parti | Principale fonction |
| -- | --------- | ---------------- | ----- | ------------------- |
| 01 |           | Marie-Anne Haas  | FN    |                     |
| 02 |           | Georges Blanche  | FN    |                     |
| 03 |           | Véronique Rémond | FN    |                     |
| 04 |           | Robert Cadet     | FN    |                     |
| 05 |           | Francine Remacle | FN    |                     |
| 06 |           | Renan Haas       | FN    |                     |

### Divers droite
| N° | Candidats | Candidats         | Parti | Principale fonction |
| -- | --------- | ----------------- | ----- | ------------------- |
| 01 |           | Antoine Corolleur | DVD   |                     |
| 02 |           | Viannette Lucas   | DVD   |                     |
| 03 |           | Yann L'Hostis     | DVD   |                     |
| 04 |           | Geneviève Henry   | DVD   |                     |
| 05 |           | David Le Gall     | DVD   |                     |
| 06 |           | Nathalie Trébaul  | DVD   |                     |

## Résultats
| Tête de liste  | Tête de liste     | Liste          | Voix  | %      | Sièges |
| -------------- | ----------------- | -------------- | ----- | ------ | ------ |
|                | François Marc     | PS             | 922   | 44,20  | 3      |
|                | Philippe Paul     | UMP            | 549   | 26,32  | 1      |
|                | Michel Canévet    | MoDem          | 290   | 13,90  |        |
|                | Christian Troadec | UDB            | 164   | 7,86   |        |
|                | Antoine Corolleur | DVD            | 89    | 4,27   |        |
|                | Jean Augereau     | Verts          | 70    | 3,36   |        |
|                | Marie-Anne Haas   | FN             | 2     | 0,10   |        |
|                |                   |                |       |        |        |
| Inscrits       | Inscrits          | Inscrits       | 2 095 | 100,00 |        |
| Abstentions    | Abstentions       | Abstentions    | 21    | 1,00   |        |
| Votants        | Votants           | Votants        | 2 074 | 99,00  |        |
| Blancs et nuls | Blancs et nuls    | Blancs et nuls | 26    | 1,25   |        |
| Exprimés       | Exprimés          | Exprimés       | 2 048 | 98,75  |        |

### Sénateurs élus
| Sénateur | Sénateur          | Parti |
| -------- | ----------------- | ----- |
|          | François Marc     | PS    |
|          | Maryvonne Blondin | PS    |
|          | Jean-Luc Fichet   | PS    |
|          | Philippe Paul     | UMP   |